# Roepera angustifolia
Roepera angustifolia är en pockenholtsväxtart som först beskrevs av Hansjörg Eichler, och fick sitt nu gällande namn av Beier & Thulin. Roepera angustifolia ingår i släktet Roepera och familjen pockenholtsväxter. Inga underarter finns listade i Catalogue of Life.